# Relapse
Relapse (стилизованно как RELAPSƎ) (с англ. — «Рецидив») — шестой студийный альбом американского рэпера Эминема, издан 18 мая 2009 года на лейбле Aftermath. В первую неделю продаж Relapse установил рекорд этого года и разошёлся тиражом более 1 000 000 копий по всему миру. Также альбом стал номером 1 в чарте Billboard с 608 000 копиями за первую неделю в США. На данный момент[какой?] тираж альбома составляет 2 миллиона проданных копий в США и более 5 миллионов копий по всему миру. Выпуск продолжения альбома под названием Relapse 2 первоначально планировался на конец 2009 года. На сайте Amazon.com появилось сообщение о том, что релиз альбома намечен на 16 ноября 2009 года, но позже менеджер Эминема Пол Розенберг опроверг эту информацию.
21 декабря 2009 года вышло переиздание альбома, названное Relapse: Refill, из семи бонус-треков пять прежде не издавались. Relapse 2, согласно NME, ожидался весной 2010 года, но позже название альбома было изменено на Recovery.

## Предыстория
В 2005 году Эминем намеревался сделать перерыв в записи своей музыки, чтобы стать продюсером других рэперов, особенно для артистов, подписанных на его лейбл Shady Records. Тем не менее, он ушёл в отпуск после отмены Anger Management Tour летом 2005 года из-за усталости и пристрастия к наркотикам. В следующем году у Эминема было много проблем: его брак с Кимберли Скотт продержался всего 11 недель до второго развода, а его друг и рэпер Proof позже был застрелен в ночном клубе Детройта во время ссоры. Расстроенный Эминем начал сильнее злоупотреблять наркотиками и стал всё реже появляться на публике. В интервью для журнала XXL Эминем заявил:

«Каждый чувствовал потерю Proof'a — его дети, его жена, все. Но, по какой-то причине, оглядываясь назад, я чувствовал, что это случилось только со мной… Может быть, в то время я был немного эгоистичен. Я думаю, это так сильно ударило меня. Это просто ошеломило меня. Я просто зашёл в такое темное место, со всем этим, наркотиками, моими мыслями, всем. И чем больше наркотиков я употреблял, и всё это было депрессантами, чем больше я впадал в депрессию, тем больше я ненавидел себя…» — Эминем
Спекуляции о грядущем альбоме Эминема были с середины 2007 года из анонсов 50 Cent и Stat Quo, бывших участников Shady Records. Кроме того, рэпер и член группы Эминема D12 Bizarre заявил, что выпуск третьего студийного альбома группы был приостановлен, потому что Interscope Records хотели выпустить шестой альбом Эминема. К концу года другие музыканты, связанные с Shady Records, включая The Alchemist, Bishop Lamont, Cashis и Obie Trice неоднократно подтверждали, что рэпер эффективно работал над новым альбомом. 12 сентября 2007 года, во время разговора на радиостанции WQHT Hot 97, Эминем заявил, что не уверен, выпустит ли он новый материал в ближайшее время. Затем он уточнил, что в тот момент он постоянно работал в студии звукозаписи и смирился со своими личными проблемами. Однако в декабре 2007 года он был госпитализирован из-за передозировки метадона. В начале 2008 года Эминем начал 12-ступенчатую программу, чтобы избавиться от своей зависимости. В более позднем интервью Эминем заявил, что с 20 апреля 2008 года он трезв.

## Название альбома
30 сентября 2008 года Sha Money XL в своём блоге предложил ждать в конце 2008 года Эминема с альбомом The Empack. Позже информация сменилась на The Empact.
15 октября 2008 года Эминем на презентации своей автобиографической книги под названием The Way I Am (рус. Кто я есть) на радиостанции Shade 45 представил фристайл под названием «I’m Having a Relapse», по ошибке принятый некоторыми издательствами за первый сингл, и лично заявил:

Существует много выдуманных названий альбома, окружающих его, много херовых названий. Настоящее название моего альбома, который скоро выйдет, — Relapse.— Eminem

## Запись и продюсирование
Эминем продолжал запись на протяжении 2005 года и выпустил большую часть своей работы в альбом-компиляции Shady Records Eminem Presents: The Re-Up. Он также записал трек «Beautiful» в конце 2007 года, который стал пятым и последним синглом Relapse, а также одной из единственных песен во всём альбоме, которую Эминем записал, когда не был трезв. Он начал записывать основную часть Relapse в середине 2008 года, после завершения 12-шаговой программы по контролю над наркоманией. Продюсер и давний приятель Эминема Джефф Басс работал с ним над 25 треками, два года после того, как рэпер лечился от аддикции к снотворным препаратам в 2005 году. Подавленный смертью Пруфа, Эминем попал в период «писательского блока», где он чувствовал, что всё, что он написал, не стоит записывать. Чтобы компенсировать это, Басс решил следовать стилю производства, который позволил бы рэперу «из головы, в отличие от написания рассказа». Затем Эминем записывал вокал по одной строке за раз, а затем прерывал и записывал другую. В то же время супервайзер рэпера говорил, что Эминем начал собирать дополнительные песни, не замечая этого. Он часто записывал или производил материал, изначально предназначенный для музыкальных проектов других исполнителей, но в итоге получал треки, которые ему очень нравились.
Эминем приобрёл студию Effigy в Ферндейле, штат Мичиган, в 2007 году и закончил свои рабочие отношения с большей частью своей бывшей продюсерской команды из 54 звукозаписывающих студий, включая The Bass Brothers. В сентябре 2007 года Dr. Dre заявил о своём намерении посвятить два месяца производству Relapse. Работа с Дре позволила Эминему сконцентрироваться на лирике. Эминем обосновал свой выбор в пользу Dr. Dre из-за долгой совместной работы. Создание альбома продолжалось в студии Effigy год после того, как записи были перенесены в Орландо, штат Флорида, в сентябре 2008 года. К тому времени Эминем снова начал писать стихи в таком темпе, что ему часто требовалось больше времени для записи текстов, чем для их написания. Он приписывал трезвость своему новому творческому пробегу, признавая, что его ум был свободен от беспорядка, который «блокировал» его во время злоупотребления наркотиками в последние годы. Дре и его коллеги продолжали создавать новую музыку. Как только он почувствовал, что написал достаточно текстов для песен, Эминем посвятил целый день записи своих песен до такой степени, что он терял голос в течение следующих дней. В этот момент рэпер начал писать тексты для новых песен. Процесс продолжался в течение следующих шести месяцев и позволил Эминему иметь достаточно материала для второго альбома, первоначально названного Relapse 2, который стал Recovery.
За это время в Интернет просочилось несколько песен, предназначенных для Relapse, в том числе и неполная версия «Crack A Bottle». Эта песня была закончена в январе 2009 года и показала вокалы от Dr. Dre и 50 Cent. Несмотря на утечку информации, альбом был завершён в состоянии почти полной секретности, сообщает британская газета The Independent. Даже Polydor Records, многонациональный владелец Interscope, в то время не имел никакой информации об альбоме. 23 апреля Эминем и Dr. Dre имели последние копии Relapse; менеджер Shady Records Пол Розенберг сообщил, что даже лейблы Эминема не владели музыкой менее чем за месяц до её выпуска, чтобы предотвратить возможный бутлег.

## Приглашённые гости
22 октября 2008 года Stat Quo в своём интервью для HipHopDX.com поделился информацией об альбоме Dr. Dre «Detox» и сказал, что в Relapse будет присутствовать композиция «My Syllielable» при участии Jay-Z, но этого трека мы так не услышали.
Также ходили слухи, что в альбоме будет присутствовать T.I.. В 2007 году Эминем и T.I. записали три совместных композиции. Одна из них, «Touchdown», спродюсированная Эминемом и Jeff Bass, попала в альбом T.I. T.I. vs. T.I.P..
В финальном списке композиций из приглашённых гостей остались только Dr. Dre и 50 Cent.

## Выпуск и продвижение

«Попсом хиллс», реабилитационный центр, основа промоакции Relapse

В 2007 году на фан-сайтах появилось интервью Cashis, в котором говорилось, что предполагаемое название следующего альбома King Mathers и примерная дата выхода — конец 2007 года. Однако публицист Эминема, Деннис Деннехи позже отрицал это, заявляя, что «не было никакого альбома, намеченного на конец 2007 года» и что с августа 2007 также не было никакого подтверждённого названия. Никаких других официальных заявлений на протяжении года не поступало, но 15 сентября 2008 года, на мероприятии, проведённом Shade 45 в честь публикации автобиографии Эминема The Way I Am, рэпер подтвердил свои планы выпустить студийный альбом под названием Relapse. Во время вечеринки он представил аудитории песню, названную «I’m Having a Relapse».

### Обложка
Обложка альбома Relapse была сначала опубликована через Twitter Эминема 21 апреля 2009. Она иллюстрирует голову рэпера, составленную мозаикой из тысяч таблеток. Этикетка с названием альбома напоминает бумажку, отпускаемого по рецепту лекарства, на котором пациент — Эминем, и Dr. Dre — лечащий врач. Джил Кауфман, ведущий новостей MTV, описал этикетку как отсылку на борьбу рэпера и склонность к отпускаемым по рецепту лекарствам, добавляя, что это отражает внутренний мир певца. Буклет альбома и задняя сторона следуют за дизайном этикетки. Задняя сторона буклета посвящается Proof’у, на которой Эминем объясняет, что он трезв и что он попытался написать песню для него, но ни одна из них не была достаточно хороша, поэтому он посвящает целый альбом ему. Сам компакт-диск представляет собой крышку на бутылке таблеток, серую с большой красной надписью «Нажми и поверни».

## Восприятие

### Коммерческая работа, продажи
Один из наиболее ожидаемых альбомов 2009 года, Relapse также стал самым продаваемым хип-хоп альбомом-2009. После выпуска альбом дебютировал под первым номером в американском чарте Billboard 200, продавшись тиражом 608 000 копий СD в первую неделю продаж. В Канаде альбом разошёлся тиражом 64 000 копий в первую неделю продаж и дебютировал под № 1 в чарте канадских Альбомов. За пределами Северной Америки Relapse достиг номера один в первую неделю продаж в Австралии, Франции, Норвегии, Дании и Новой Зеландии, попал в пятёрку лучших в Германии, Италии, Финляндии, Испании, Бельгии, Нидерландах, Австрии, Швейцарии и Швеции. Во вторую неделю альбом остался под номером один в США и продался тиражом ещё в 211 000 CD, при этом общие продажи составили 819 000 CD, после чего альбом стал бестселлером года и одним из пяти самых продаваемых альбомов в США. На своей третьей неделе продаж Relapse слетел на вторую позицию, продав ещё 141 000 копий CD, при этом общий объём продаж альбома в США за три недели достиг только 962 000 CD. Relapse на своей четвёртой неделе продаж переместился на третью строчку продаж в США, продавшись тиражом 87 000 CD, что позволило альбому превысить миллионную планку продаж, достигнув тем самым 1 049 000 проданных CD. На следующей неделе альбом Relapse получил четвёртый номер в чарте продаж США с 72 000 проданных CD. На шестой неделе Relapse спустился на пятую строчку и продался тиражом ещё в 47 000 CD, при этом его общий объём продаж достиг 1 169 000 проданных CD в США. Relapse скатился на девятую строчку к его седьмой неделе продажах, продав 39 000 CD, общие продажи перешагнули отметку 1 207 000 проданных CD. На восьмой неделе продаж Relapse занял десятую строчку, продав 34 000 CD, общие американские продажи дошли до отметки в 1 241 000 копий CD. Альбом стал самым продаваемым рэп-альбомом 2009 года. К июню 2010 года альбом продался тиражом в более чем 1 986 000 копий в Соединённых Штатах. Relapse продался тиражом более чем два миллиона копий в США. Также альбом получил от Американской ассоциации звукозаписывающих компаний двойную платину 27 августа 2010 года.

### Реакция
| Оценки критиков      | Оценки критиков                                                          |
| Источник             | Оценка                                                                   |
| -------------------- | ------------------------------------------------------------------------ |
| Allmusic             | 4 из 5 звёзд · 4 из 5 звёзд · 4 из 5 звёзд · 4 из 5 звёзд · 4 из 5 звёзд |
| Robert Christgau     | (B-)                                                                     |
| Entertainment Weekly | (A-)                                                                     |
| The Guardian         | [ 52 ]                                                                   |
| Pitchfork Media      | [ 53 ]                                                                   |
| PopMatters           | [ 54 ]                                                                   |
| Rolling Stone        | 4 из 5 звёзд · 4 из 5 звёзд · 4 из 5 звёзд · 4 из 5 звёзд · 4 из 5 звёзд |
| Slant Magazine       | [ 55 ]                                                                   |
| USA Today            | [ 56 ]                                                                   |
| The Village Voice    | (отрицательная)                                                          |
| Billboard            | [ 58 ]                                                                   |
| Spin                 | [ 58 ]                                                                   |
| Urb                  | [ 58 ]                                                                   |

После выпуска альбом получил смешанные обзоры от большинства музыкальных критиков, основанный на этих обзорах Metacritic поставил общую оценку 59/100. Несмотря на всё, это «выразительная и не лишённая ума работа», написал главный редактор Los Angeles Times Энн Пауэрс. При этом она дала смешанный обзор и не нашла в этой музыке «ничего феерического», заявив: «…Эминем, возможно, и поднял свою музыку на новый уровень. Но то, что он сейчас показывает, как бы все это не выглядело грандиозно, очень узко и нестабильно…». Луи Пэттисон, пресс-редактор NME, поставил Relapse оценку 5/10 и счёл игру слов Эминема «…злобой в самой глубине её развращённости…», но в конечном счёте почувствовал, что «альбом имеет разрозненные чувства отрицания, покаяния, переосмысления, все это сильно тяготит и утомляет, что делает альбом слишком безрадостным, чтобы действительно считать альбом грандиозным возвращением к истокам творчества». В своём потребительском гиде для MSN критик Роберт Кристгау дал альбому оценку B- () назвав альбом Relapse «неудачником месяца» и указав, что это «…плохая запись, просто не заслуживающая дальнейших размышлений. Для мастерского уровня это может быть сильно переоценено и выглядит неутешительно или уныло. А если оценивать ниже, то это может стать просто презренной работой…». Также Кристгау выразил своё недовольство лирикой Эминема и обвинил его в сенсуализме, заявив при этом, что «это не альбом Slim Shady. А Slim Shady показывался лишь слегка». Зэон Вебер из The Village Voice, также как и Роберт Кристгау, подверг резкой критике сенсуализм в лирике певца, заявив, «это лишь сырое эхо того, как он может по-настоящему работать».
Роб Шеффилд, критик Rolling Stone, присвоил альбому 4 звезды из 5, и назвал его «более болезненным, честным и жизненным», рассматривая Relapse наравне с восхитительным третьим альбомом Эминема, The Eminem Show. Стивен Томас Эрльюин из Allmusic описал альбом как «музыкально раскалённый добела, плотный, и драматичный» и сказал, что «его поток мыслей — великолепный, его игра слов — столь остра, что кажется грубой и нету сожаления, что он не обратился к чему-то другому, а именно к своим давнишним навязчивым идеям и демонам». The Daily Telegraph похвалила честный и открытый способ альбома показать злоупотребление наркотиками у Эминема. Лия Гринблатт из Entertainment Weekly дала альбому оценку A- () и заявила, что «Реальный резонанс Relapse исходит из хрупкого, мучительного гения, который стоит за нарисованной на обложке альбома усмешкой».

### Награды альбома
| Церемония               | Награда                     | Страна | Год  | Итог      |
| ----------------------- | --------------------------- | ------ | ---- | --------- |
| 52-я церемония «Грэмми» | «Лучший рэп-альбом»         | США    | 2009 | Победа    |
| American Music Award    | «Лучший рэп/хип-хоп-альбом» | США    | 2009 | Номинация |
| Teen Choice Awards      | «Любимый Альбом»            | США    | 2009 | Номинация |
| Teen Choice Awards      | «Любимый Рэп Альбом»        | США    | 2010 | Победа    |

### Награды песен
| Церемония               | Номинирован за   | Награда                                          | Год  | Итог      |
| ----------------------- | ---------------- | ------------------------------------------------ | ---- | --------- |
| 52-я церемония «Грэмми» | «Crack a Bottle» | «Лучшее исполнение в стиле рэп дуэта или группы» | 2009 | Победа    |
| 52-я церемония «Грэмми» | «Beautiful»      | «Лучшее соло-исполнение в стиле рэп»             | 2009 | Номинация |
| MTV Video Music Awards  | «We Made You»    | «Лучший видеоклип в стиле хип-хоп»               | 2009 | Победа    |
| MTV Video Music Awards  | «We Made You»    | «Лучший видеоклип (среди мужчин)»                | 2009 | Номинация |
| MTV Video Music Awards  | «We Made You»    | «Видеоклип года»                                 | 2009 | Номинация |
| MTV Video Music Awards  | «We Made You»    | «Лучшая режиссура»                               | 2009 | Номинация |
| MTV Europe Music Awards | «We Made You»    | «Лучший видеоклип»                               | 2009 | Номинация |
| Much Music Video Awards | «Beautiful»      | «Лучший иностранный видеоклип»                   | 2009 | Номинация |

## Синглы

### Демо-синглы
| №  | Композиция                                   | Дата выпуска                                                           |
| -- | -------------------------------------------- | ---------------------------------------------------------------------- |
| 1. | «Crack a Bottle» (feat. Dr.Dre и 50 Cent) () | 2 февраля 2009 (радио) 7 октября 2008 (iTunes) 10 октября 2008 (видео) |
| 2. | «Old Time’s Sake» (feat. Dr.Dre) ()          | 18 июля 2008 (радио США) 1 июля 2009 (видео)                           |

### Официальные синглы
| №  | Композиция                                  | Дата выпуска |
| -- | ------------------------------------------- | --- |
| 1. | «We Made You» (рус. Мы те кто создали тебя) | 4 декабря 2008 |
| 2. | «3 a.m.» (рус. 3 часа утра)                 | 23 апреля 2009 23 апреля 2009 (радио) 28 апреля 2009 (цифровая) 5 мая 2009 (CD сингл) 11 августа 2009 (ремикс)            |
| 3. | «Beautiful» (рус. Прекрасен)                | 11 мая 2009 11 мая 2009 (цифровая) 2 июня 2009 (радио) 2 июля 2009 (видео) 3 августа 2009 (UK) 11 августа 2009 (CD сингл) |

### Общее

#### We Made You
«We Made You» — первый официальный сингл. Вышел 7 апреля 2009 года. Продюсером песни является Dr. Dre.
Сингл получил смешанные отзывы у критиков. Даниэль Крепс из журнала Rolling Stone остался доволен работой рэпера: «Приятно видеть дурачащегося Эминема вновь после нескольких лет ухода на задний план, за время которого он столкнулся с серьёзными проблемами, вроде смерти Пруфа, и „We Made You“ с его охаиванием современных звёзд, скорее всего, отразит в себе, как в капле воды, весь этот 2009 год, который мы с вами переживаем». Рецензия в Billboard гласила: «Марш, написанный Dr Dre, оформлен при помощи фортепиано, что вместе со звучанием барабанов и тубы, оставляет ощущение карнавала»… Однако его <Эминема> каламбуры были зачитаны слишком быстро и со странным акцентом, так что их было слишком трудно расшифровать". Тим Джонс из The Guardian сказал: «„We Made You“ — это далеко не потолок того, на что Эминем способен».

#### 3 a.m.
«3 a.m.» — второй официальный сингл альбома Relapse американского рэпера Эминема. Этот сингл был спродюсирован Dr. Dre. Выпуск состоялся 28 апреля 2009 года на интернет-ресурсе iTunes.

#### Beautiful
«Beautiful» (рус. Прекрасен) — это третий официальный сингл. Выпуск состоялся 12 мая 2009 года на интернет-ресурсе iTunes.
Сингл «Beautiful» стартовал 17 мая 2009 года на 38-й строчке в UK Singles Chart и вскоре поднялся до 31-й позиции. Это был третий выпущенный в Великобритании сингл Эминема после «We Made You». В США дебют состоялся на 17-й позиции в «Billboard Hot 100». Песня была в списке одобренного музыкального репертуара Радио Би-би-си. Песня получила очень высокое признание и много положительных отзывов.

### Позиции синглов в хит-парадах
| Год  | Песня             | Позиция в хит-параде | Позиция в хит-параде | Позиция в хит-параде | Позиция в хит-параде     | Позиция в хит-параде | Позиция в хит-параде |
| Год  | Песня             | Billboard Hot 100    | Canadian Hot 100     | European Hot 100     | Billboard Hot Rap Tracks | Billboard Pop 100    | UK Singles Chart     |
| 2009 | «Crack a Bottle»  | 1                    | 1                    | 3                    | 4                        | 1                    | 3                    |
| 2009 | «We Made You»     | 9                    | 6                    | 4                    | 19                       | 14                   | 4                    |
| 2009 | «3 a.m.»          | 32                   | 24                   | —                    | —                        | 37                   | 56                   |
| 2009 | «Beautiful»       | 17                   | 8                    | 26                   | —                        | 9                    | 12                   |
| 2009 | «Old Time’s Sake» | 25                   | 14                   | 29                   | —                        | 31                   | 61                   |

## Список композиций
- Все песни были написаны Эминемом.

| №   | Название                                     | Продюсер(ы)              | Длительность |
| --- | -------------------------------------------- | ------------------------ | ------------ |
| 1.  | «Dr. West» (Скит)                            | Dr. Dre, Eminem          | 1:29         |
| 2.  | «3 a.m.»                                     | Dr. Dre                  | 5:19         |
| 3.  | «My Mom»                                     | Dr. Dre                  | 5:19         |
| 4.  | «Insane»                                     | Dr. Dre                  | 3:01         |
| 5.  | «Bagpipes from Baghdad»                      | Dr. Dre, Trevor Lawrence | 4:43         |
| 6.  | «Hello»                                      | Dr. Dre, Mark Batson     | 4:08         |
| 7.  | «Tonya» (Скит)                               | Dr. Dre, Eminem          | 0:42         |
| 8.  | «Same Song & Dance»                          | Dr. Dre, Dawaun Parker   | 4:06         |
| 9.  | «We Made You»                                | Dr. Dre, Eminem, Doc Ish | 4:29         |
| 10. | «Medicine Ball»                              | Dr. Dre, Mark Batson     | 3:57         |
| 11. | «Paul» (Скит)                                |                          | 0:19         |
| 12. | «Stay Wide Awake»                            | Dr. Dre                  | 5:20         |
| 13. | «Old Time’s Sake» (при уч. Dr. Dre)          | Dr. Dre, Mark Batson     | 4:38         |
| 14. | «Must Be the Ganja»                          | Dr. Dre, Mark Batson     | 4:02         |
| 15. | «Mr. Mathers» (скит)                         | Dr. Dre, Eminem          | 0:42         |
| 16. | «Déjà Vu»                                    | Dr. Dre                  | 4:43         |
| 17. | «Beautiful»                                  | Eminem                   | 6:32         |
| 18. | «Crack a Bottle» (при уч. Dr. Dre и 50 Cent) | Dr. Dre                  | 4:57         |
| 19. | «Steve Berman» (Скит)                        | Dr. Dre                  | 1:29         |
| 20. | «Underground/Ken Kaniff»                     | Dr. Dre                  | 6:11         |

- Бонус-треки

| №   | Название                    | Продюсер(ы) | Длительность |
| --- | --------------------------- | ----------- | ------------ |
| 21. | «My Darling»                | Eminem      | 5:18         |
| 22. | «Careful What You Wish For» | Eminem      | 3:47         |

| №  | Название                                           | Продюсер(ы)        | Длительность |
| -- | -------------------------------------------------- | ------------------ | ------------ |
| 1. | «Forever» (вместе с Drake, Канье Уэст & Lil Wayne) | Boi-1da            | 5:58         |
| 2. | «Hell Breaks Loose» (при уч. Dr. Dre)              | Dr. Dre, M. Batson | 4:04         |
| 3. | «Buffalo Bill»                                     | Dr. Dre, M. Batson | 3:52         |
| 4. | «Elevator»                                         | Eminem             | 4:52         |
| 5. | «Taking My Ball»                                   | Dr. Dre            | 5:01         |
| 6. | «Music Box»                                        | Dr. Dre, D. Parker | 5:05         |
| 7. | «Drop the Bomb on ’Em»                             | Dr. Dre            | 4:48         |

Список композиций, семплы которых были использованы в ходе работы над альбомом
- «Insane» использует семпл из песни «Jock Box», сочинённой Рондой Буш (англ. Rhonda Bush) и впервые исполненной The Skinny Boys
- «We Made You» использует семпл из песни «Hot Summer Nights» Уолтера Игана (рус. Walter Egan)
- «Beautiful» использует семпл из песни «Reaching Out» коллектива Queen + Paul Rodgers
- «Crack a Bottle» использует семпл из песни «Mais dans ma lumière» Майка Бранта (англ. Mike Brant)

## Музыкальный персонал
* Источник буклет — к альбому Relapse
| - Джефф Бэсс — Клавишные, бас и гитара для 17 трека - Марк Батсон — Клавишные для всего 17 трека - Эрик «Хесус» Гомес — гитара для 3, 13, 14 и 18 треков; бас для 13, 14 и 18 треков - Шон Крюз — гитара в 5 и 16 треке - Dr. Dre — исполнительный продюсер, продюсер треков 1—16, 18—20, миксовка для треков 1—10, 12—16, 18—20 - Майк Элисондо — гитара во 2, 4, 8 и 12 треках; клавишные во 2, 4 и 5 треке; бас-гитара во 2 треке - Пол Фоли — инженер звукозаписи в 15 и 20 треках - Бриан «Большой босс» Гарднера — главный инженер звукозаписи - Конор Джиллигэн — помощь в записи 6 трека - Томми Хикс, младший — помощь в записи 3, 4, 13, 14 и 18 треков - Маурисио «Вето» Ираго — инженер записи для треков 1—10, 12—16, 18—20 | - Тревор Лоуренс, младший — клавишные для треков 1—6, 8, 12—14 - Трэйси Нельсон — Вокал для 14 трека - Двейн Паркер — клавишные в 9 и 17 треках - Лизетт Рэнгель — помощь в записи 20 трека - Луис Ресто — клавишные для 17 трека - Роберт Рейес — помощь в записи 1—10, 12—16, 18—20 треков - Рубен Ревьера — запись 20 трека - Джо Стрэндж — помощь в записи 1—10, 12, 15-20 - Майк Стрэндж — миксовка для 17 трека, запись 1—6, 8—10, 12—20 треков - Чамейн Трип — Вокал для 9 трека |

## Relapse: Refill
Переиздание Relapse под названием Relapse: Refill включает в себя семь бонус-треков, в том числе сингл «Forever», записанный вместе с Drake, Канье Уэстом и Lil Wayne, «Taking My Ball» и пять новых композиций. Relapse: Refill вышел 21 декабря 2009 года. В первую неделю продаж Refill остановился на отметке продаж в 130 тысяч экземпляров в США.
| №  | Название                                               | Продюсер(ы) | Длительность |
| -- | ------------------------------------------------------ | ----------- | ------------ |
| 1. | «Forever» (при участии Drake, Канье Уэст & Lil' Wayne) | Boi-1da     | 5:58         |
| 2. | «Hell Breaks Loose» (при уч. Dr. Dre)                  | Dr. Dre     | 4:04         |
| 3. | «Buffalo Bill»                                         | Dr. Dre     | 3:52         |
| 4. | «Elevator»                                             | Eminem      | 4:52         |
| 5. | «Taking My Ball»                                       | Dr. Dre     | 5:01         |
| 6. | «Music Box»                                            | Dr. Dre     | 5:05         |
| 7. | «Drop the Bomb on 'Em»                                 | Dr. Dre     | 4:48         |

## Ретроспектива
В своём следующем альбоме Recovery Эминем критикует этот альбом во втором куплете песни «Not Afraid» — «In fact, let’s be honest/That last Relapse CD was 'ehh'/ Perhaps I ran them accents into the ground/Relax, I ain’t going back to that now».
В Revival Эминем также упоминает Relapse и другие его последующие альбомы в песне «Arose» — «I’m 'bout to, like a rematch, outdo Relapse/ With Recovery, Mathers LP2/ Help propel me to victory laps/ Gas toward 'em and fast forward the past».
После Relapse он нейтрально стал относиться к этому альбому — «Я не люблю Relapse. Я не люблю вообще всё это, но когда я оглядываюсь на этот альбом, у меня есть тенденция и особенно с этим альбомом, запускать вещи в землю. Это был один из тех случаев, когда я попал в зону, например: „Эй, я просто хочу быть этим сумасшедшим серийным убийцей в этом альбоме. И частью этого был растущий процесс восстановления, работа через эти шаги, переучивание, как рэп, и переучивание, где мне нужно быть“».
Журнал Complex выпустили сотню лучших песен Эминема, в который из Relapse вошли треки «Stay Wide Awake», «Elevator», «My Darling», «Underground», «Déjà Vu», «Insane» и «3 a.m.».
Billboard считает, что треки «My Mom», «Bagpipes from Baghdad» и «Underground» являются самыми недооценёнными песнями в карьере Эминема. Они также заявили, что Relapse — это самый сложный альбом Эминема, потому что в нём так много несмешных моментов, которые действительно жуткие, но он всё ещё вытягивает новые морщины на те же старые темы.

## Чарты
| Чарты (2010)                             | Высш. позиция |
| ---------------------------------------- | ------------- |
| Австралия (ARIA)                         | 1             |
| Австрия (Топ 75 Альбомов)                | 2             |
| Бельгия Ультратоп 50 Альбомов (Фландрия) | 1             |
| Бельгия Ультратоп 50 Альбомов (Валония)  | 4             |
| Канадский Чарт Альбомов                  | 1             |
| Дания (Топ 40 Альбомов)                  | 1             |
| Финляндия (Топ 50 Альбомов)              | 5             |
| Франция (Топ 200)                        | 1             |
| Германия (Топ 100)                       | 2             |
| Греция(Топ 50 Альбомов)                  | 13            |
| Hungary (Топ 40 Альбомов)                | 14            |
| Ирландский Чарт Альбомов                 | 1             |
| Италия (FIMI)                            | 4             |
| Япония Альбомный Чарт                    | 1             |
| Мексика (Топ 100)                        | 24            |
| Нидерланды (Мега Топ 100)                | 3             |
| Новая Зеландия (RIANZ)                   | 1             |
| Норвегия (Топ 40)                        | 1             |
| Польша (Топ 50)                          | 1             |
| Российский Чарт                          | 3             |
| Испания(Top 100 Albums)                  | 5             |
| Sweden (Top 60 Albums)                   | 3             |
| Switzerland (Albums Top 100)             | 2             |
| UK Albums Chart                          | 1             |
| US Billboard 200                         | 1             |

| Страна                   | Вручитель | Сертификат  |
| ------------------------ | --------- | ----------- |
| Австралия                | ARIA      | Platinum    |
| Австрия                  | IFPI      | Gold        |
| Бельгия                  | Ultratop  | Gold        |
| Франция                  | SNEP      | Gold        |
| Германия Relapse: Refill | IFPI      | Gold        |
| Ирландия                 | IRMA      | 2x Platinum |
| Япония                   | RIAJ      | Gold        |
| Новая Зеландия           | RIANZ     | Platinum    |
| Россия                   |           | Gold        |
| Швейцария                | IFPI      | Platinum    |
| Великобритания           | BPI       | Platinum    |
| Соединённые штаты        | RIAA      | 2× Platinum |

## Издание
| Регион            | Дата        | Лейбл                    | Тип издания | Каталог       |
| ----------------- | ----------- | ------------------------ | ----------- | ------------- |
| Австралия         | 15 мая 2009 | Universal Music          | CD          | 2703216       |
| Германия          | 15 мая 2009 | Universal Music          | CD          | 0602527032160 |
| Италия            | 15 мая 2009 | Universal Music          | CD          |               |
| Нидерланды        | 15 мая 2009 | Universal Music          | CD          | 0602527032160 |
| Дания             | 18 мая 2009 | Universal Music          | CD          |               |
| Франция           | 18 мая 2009 | Polydor, Universal Music | CD          |               |
| Новая Зеландия    | 18 мая 2009 | Universal Music          | CD          | 2703216       |
| Польша            | 18 мая 2009 | Universal Music          | CD          | 2708880       |
| Португалия        | 18 мая 2009 | Universal Music          | CD          |               |
| Россия            | 18 мая 2009 | Universal Music          | CD          |               |
| Швеция            | 18 мая 2009 | Universal Music          | CD          |               |
| Великобритания    | 18 мая 2009 | Polydor                  | CD          | 2703216       |
| Бразилия          | 19 мая 2009 | Universal Music          | CD          | 602527032160  |
| Канада            | 19 мая 2009 | Universal Music          | CD          | B001286302    |
| Индия             | 19 мая 2009 | Universal Music          | CD          | 0602527032160 |
| Испания           | 19 мая 2009 | Universal Music          | CD          |               |
| Соединённые Штаты | 19 мая 2009 | Interscope               | CD          | 001286302     |
| Соединённые Штаты | 19 мая 2009 | Interscope               | CD [Clean]  | 001286402     |
| Соединённые Штаты | 19 мая 2009 | Interscope               | LP          | 001286301     |
| Япония            | 20 мая 2009 | Universal Music          | CD          | UICS-1190     |
| Япония            | 20 мая 2009 | Universal Music          | CD + DVD    | UICS-9106     |
| Аргентина         | 28 мая 2009 | Universal Music          | CD          |               |